# Мостовий Іван Максимович
Іва́н Макси́мович Мостови́й (нар. 6 липня 1926) — визначний український кларнетист, педагог, соліст симфонічного оркестру Львівського театру опери і балету, викладач Житомирського музичного училища ім. В. С. Косенка. Почесний громадянин Житомира.

## Біографія
Народився 6 липня 1926 року на Вінниччині. У 18-річному віці був призваний до лав Червоної армії, брав активну участь у подіях Другої світової війни. 1944 року в боях під Віднем отримав важке поранення, результатом якого стала ампутація ноги. Після чого він тривалий час лікувався у військовому шпиталі Будапешту. 
Але не зважаючи на важку травму, він 1946 року успішно здав вступні іспити до Чернівецького музичного училища, яке закінчив у 1950 році. По закінченню училища працював художнім керівником  Новояничовського будинку культури. 1952 року вступив до Львівської консерваторії ім. М. В. Лисенка на клас кларнета. Протягом усього періоду навчання у львівській  консерваторії Іван Максимович пройшов ознайомлення з світовою музичною літературою та репертуаром найкращих музичних надбань.
Пізніше працював солістом симфонічного оркестру Львівського державного театру опери і балету, але за станом здоров'я змушений був полишити Львів та 1957 року переїхати до Житомира. Тут він понад 50 років працював викладачем Житомирського музичного училища ім. В. С. Косенка. Крім кларнета, навчав студентів гри на духових дерев'яних інструментах: флейті, гобої, фаготі. Протягом багатьох років викладав предмет «Ремонт і настройка духових інструментів».
Мостового неодноразово запрошували членом журі різноманітних конкурсів духових оркестрів області та Поліського регіону. Брав участь у розробці методичних посібників для вчителів музичних шкіл і музичних училищ.
Житомирською міською радою у 2011 році для Мостового Івана Максимовича в селі Сінгури була придбана однокімнатна квартира.

## Педагогічна діяльність
Мостовий підготував цілу плеяду учнів, які продовжили навчання в музичних навчальних закладах СРСР, працювали та працюють у найкращих оркестрах світу, стали викладачами та професорами, зокрема:
- Мирослав Бірета — гобоїст, закінчив Петрозаводську консерваторію.
- Євген Вайбранд — кларнетист, військовий диригент, закінчив факультет військових диригентів при Московській консерваторії.
- Михайло Войналович — флейтист, закінчив Київську консерваторію, соліст ансамблю Київської філармонії.
- Михайло Гаркуша — кларнетист, військовий диригент, закінчив факультет військових диригентів при Московській консерваторії.
- Михайло Глузман — кларнетист, диригент, закінчив Новосибірську консерваторію.
- Григорій Глузман — кларнетист, закінчив Новосибірську консерваторію.
- Валентина Гончаренко — гобоїстка, закінчила Рівненський інститут культури.
- Леонід Гуцуляк — закінчив Новосибірську консерваторію.
- Леонід Джурмій — заслужений артист УРСР, кларнетист, диригент. Закінчив Одеську консерваторію по класу кларнета і диригуванню. Працював у Харківському театрі опери і балету ім. М. Лисенка.
- Валерій Заєць — кларнетист, диригент, закінчив Донецький музично-педагогічний інститут, викладач.
- Олександр Кравчук — кларнетист, закінчив Київську консерваторію, соліст військового оркестру штабу КВО.
- Олексій Матвієнко — флейтист, закінчив Ростовський музично-педагогічний інститут.
- В'ячеслав Надточий — флейтист, закінчив Мінську консерваторію, працював солістом оркестру опери і балету Великокого театру Білорусі.
- Михайло Севрук — гобоїст, закінчив Київську консерваторію, соліст симфонічного оркестру Держтелерадіо України, викладач класу гобоя у Київському музичному училищі імені Глієра.
- Валентин Талах — заслужений артист УРСР, диригент Черкаського музично-драматичного театру ім. Т. Г. Шевченка
- Олександр Фесюк — кларнетист, соліст військових оркестрів СРСР та різноманітних ансамблів, викладач.
- Борис Фішерман — заслужений діяч мистецтв України, кларнетист, закінчив Казанську консерваторію, був солістом симфонічних оркестрів Росії.
- Владислав Янковський — заслужений артист Росії, закінчив Ленінградську консерваторію, соліст-кларнетист симфонічного оркестру Новосибірської філармонії, викладач консерваторії, диригент Новосибірського юнацького симфонічного оркестру.